# Hannescamps
Hannescamps is een gemeente in het Franse departement Pas-de-Calais (regio Hauts-de-France) en telt 149 inwoners (1999). De plaats maakt deel uit van het arrondissement Arras.

## Geografie
De oppervlakte van Hannescamps bedraagt 3,2 km², de bevolkingsdichtheid is 46,6 inwoners per km².
De onderstaande kaart toont de ligging van Hannescamps met de belangrijkste infrastructuur en aangrenzende gemeenten.

## Demografie
Onderstaande figuur toont het verloop van het inwonertal (bron: INSEE-tellingen).